# Brück
Brück é um município da Alemanha, situado no distrito de Potsdam-Mittelmark, no estado de Brandemburgo. Tem 85,71 km² de área, e sua população em 2019 foi estimada em 3.902 habitantes.